# 2526 Alisary
2526 Alisary este un asteroid din centura principală, descoperit pe 19 mai 1979 de Richard West.